# セルゲイ・ルビンシュテイン
セルゲイ・レオニドヴィッチ・ルビンシュテイン（ロシア語: Сергей Леонидович Рубинште́йн, tr. Sergei Leonidovich Rubinstein、英語: Sergey Leonidvich Rubinshtein、 1889年6月18日 - 1960年1月11日）は、ソビエト連邦の哲学者・心理学者。

## 生涯
1889年、ロシア帝国のオデッサ生まれ。フライブルク大学を経てマールブルク大学へ。ここで哲学博士号を取得。
1919年、ノヴォロシア大学の哲学及び心理学講座助教授に就任。1922年、人民教育大学心理学講座主任。1932年ゲルツェン記念レニングラード教育大学心理学講座主任。1942年よりモスクワ大学心理学講座主任兼心理学研究所長。1960年、モスクワにて死去。

## 研究内容・業績
マールブルク学派の影響のもとでの認識論解析に始まり、マルクス・エンゲルス主義における心理学の可能性の追究へと転じ、意識と活動との統一原理に立脚した新規の心理学領野の開拓につとめた。主著の一つ『一般心理学の基礎』（1940年、1946年）は執筆時点において確認できる範囲内での、感覚と知覚、記憶、想像、思考、言語行為、注意、情動、意志、行為、活動、人格の志向性、能力、気質及び性格、人間の自己意識と生き方など諸々の分野に対する意識と活動との統一原理の浸透の可能性を明らかにしたものであった。

## 著書
- 『K・マルクスの労作における心理学の諸問題』（1934年）
- 『心理学原理』（1935年）
- 『一般心理学の基礎』（1940年）
- 『存在と意識』（1957年）（邦訳、寺沢恒信訳、青木書店、1960年）
- 『思考とその研究方法について』（1958年）（邦訳、『思考心理学－その研究方法』石田幸平訳、明治図書出版、1962年）
- 『心理学の原理と発展の道』（1959年）
- 『一般心理学の諸問題』（1973年）[2]